# حصن غيل (المحويت)

تعديل مصدري - تعديل

حصن غيل هي إحدى قرى عزلة بلاد غيل بمديرية المحويت التابعة لمحافظة المحويت، بلغ تعداد سكانها 354 نسمة حسب تعداد اليمن لعام 2004.